# طلقة مدفع مستديرة

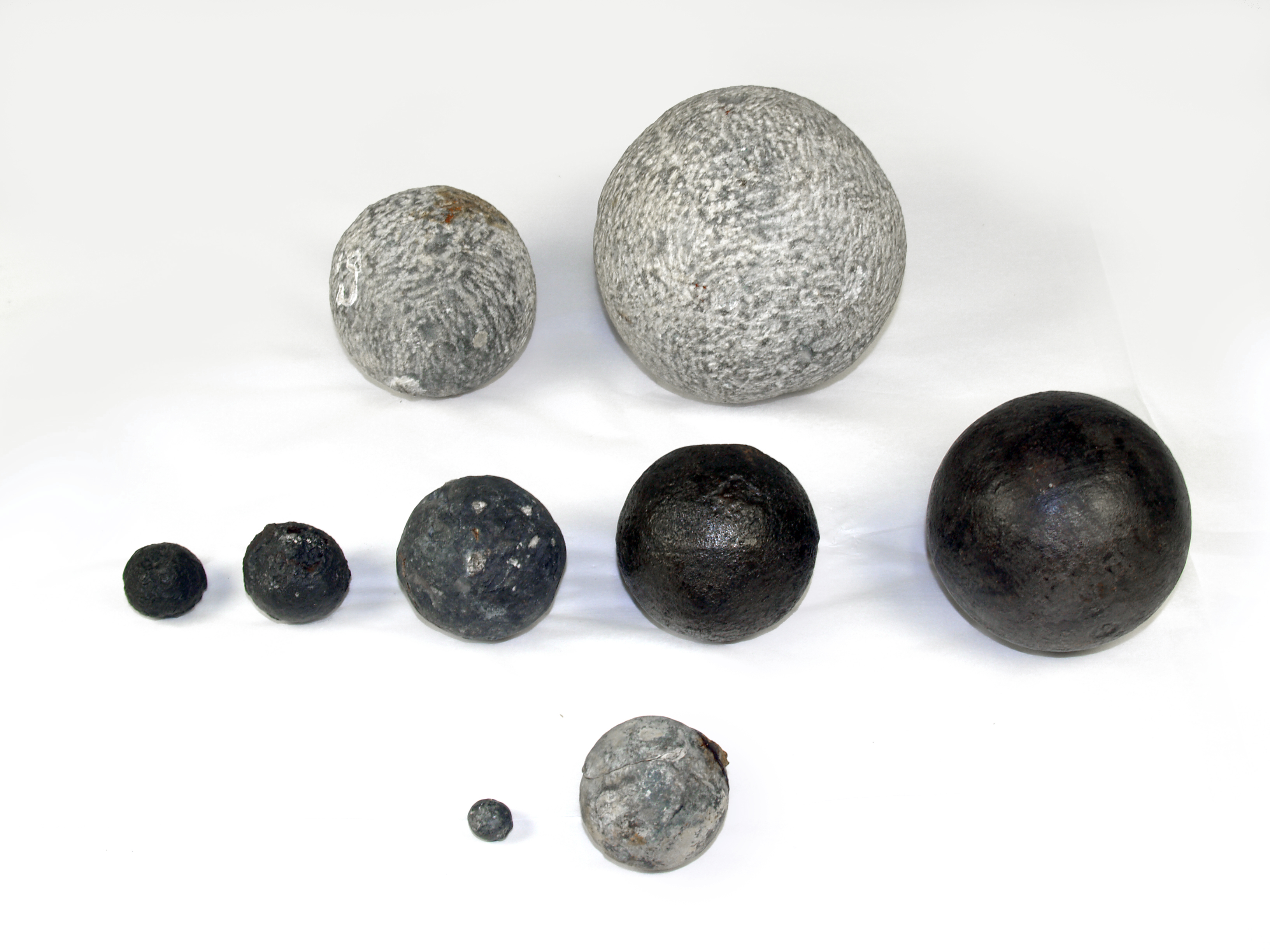
أنواع مختلفة من الطلقات المدفعية المستديرة عثر عليها على متن سفينة ماري روز.

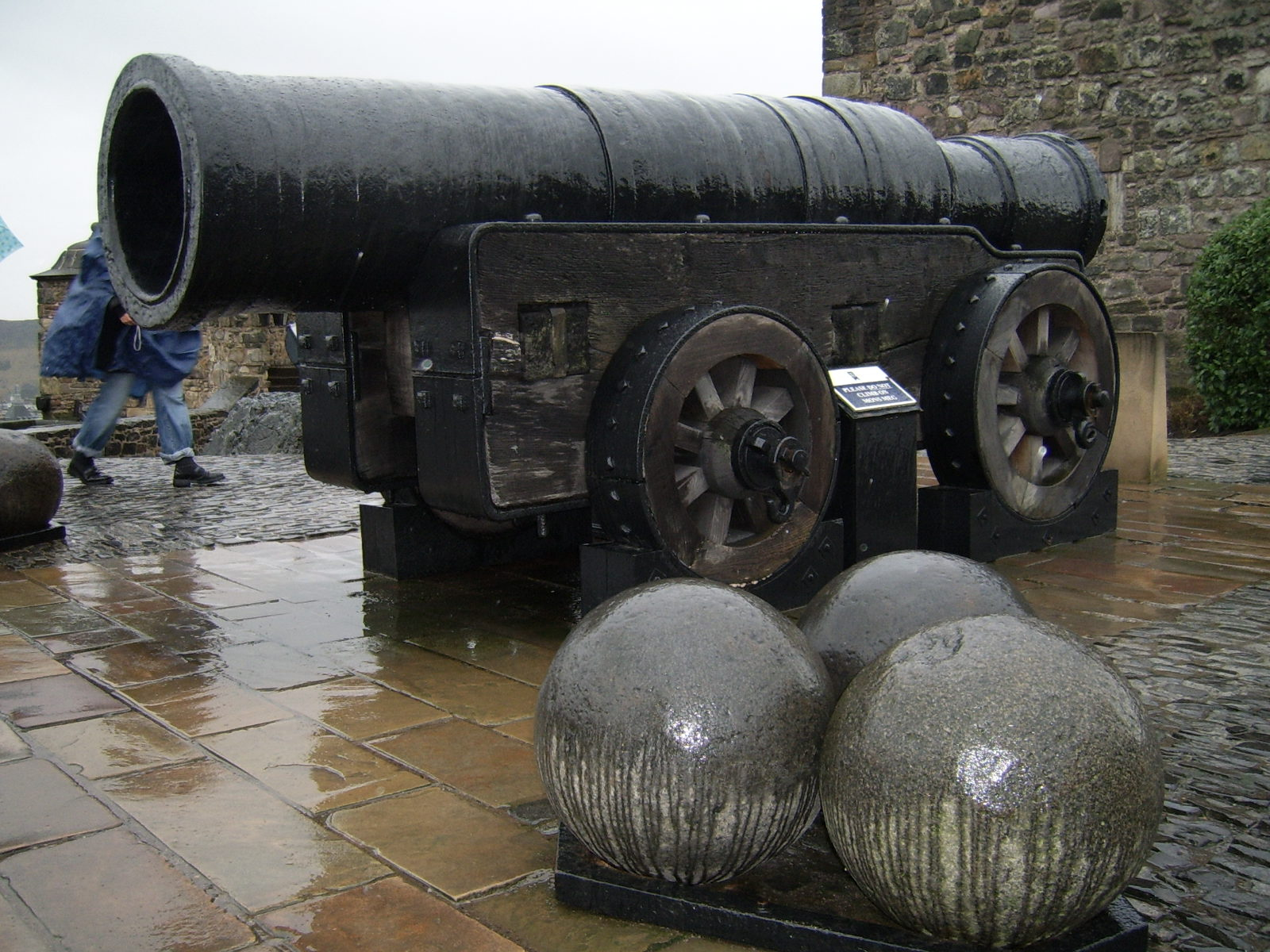
مدفع مونز ميغ Mons Meg إلى جانب طلقاته المستديرة

طلقة المدفع المستديرة هي قذيفة صلبة كروية الشكل غير متفجرة كانت تطلق من المدافع في القرون الحديثة الأولى. كان قطر تلك الطلقات أقل بشكل طفيف من عيار سبطانة المدفع، وكانت تحشر في فوهة السبطانة، إلى أن تصل إلى الحشوة المنفجرة في المدفع.
كان الجيش الفرنسي أول من ابتكر فكرة هذه الطلقات أثناء حربه ضد الجيش البريطاني في أواسط القرن الخامس عشر. كانت الطلقات في البداية مصنوعة من الحجارة، ولكن مع تطور تركيبات الحشوات المتفجرة في المدافع أصبحت تصنع من الحديد الصب.